# 伏都教

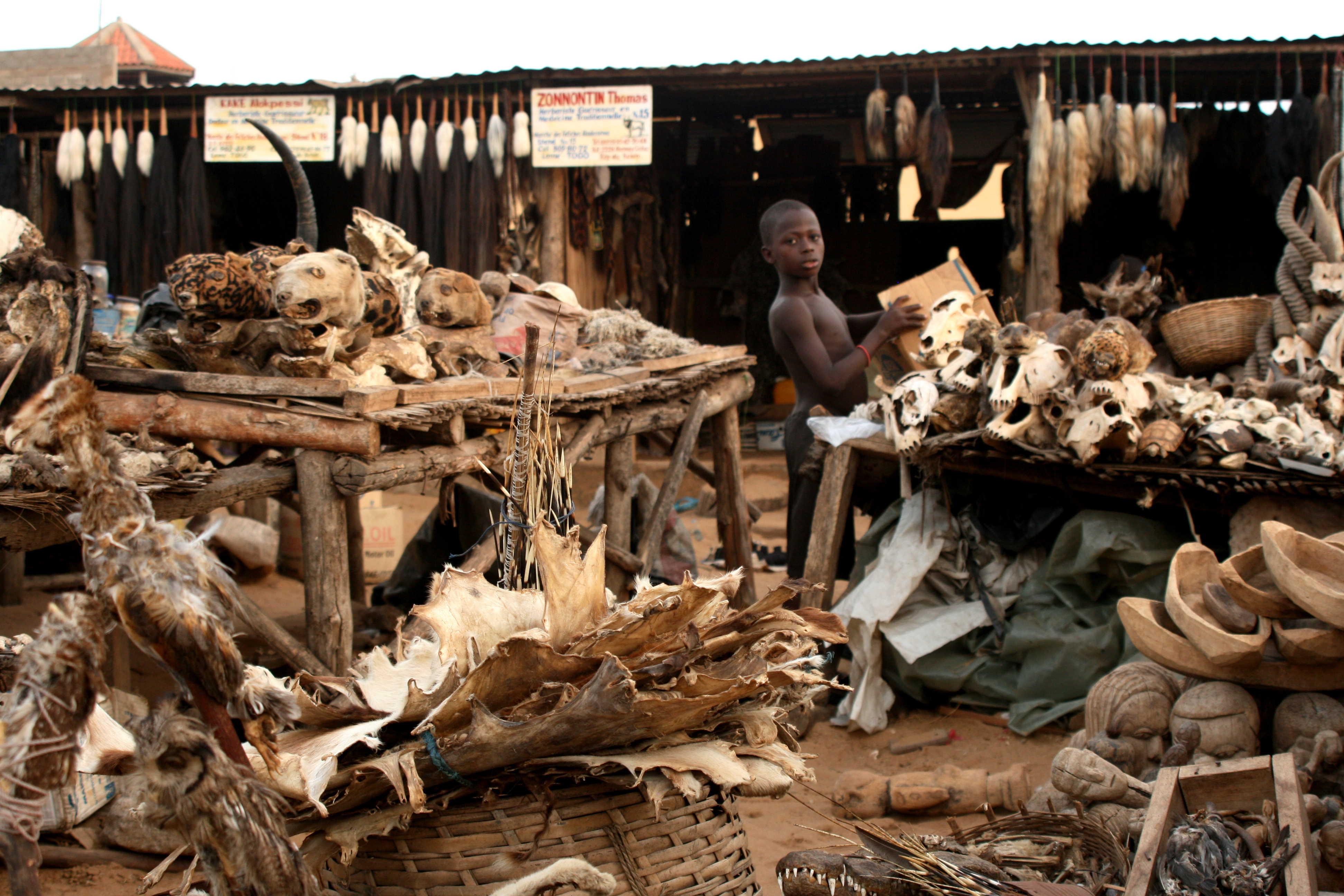
多哥洛美的巫毒拜物市场

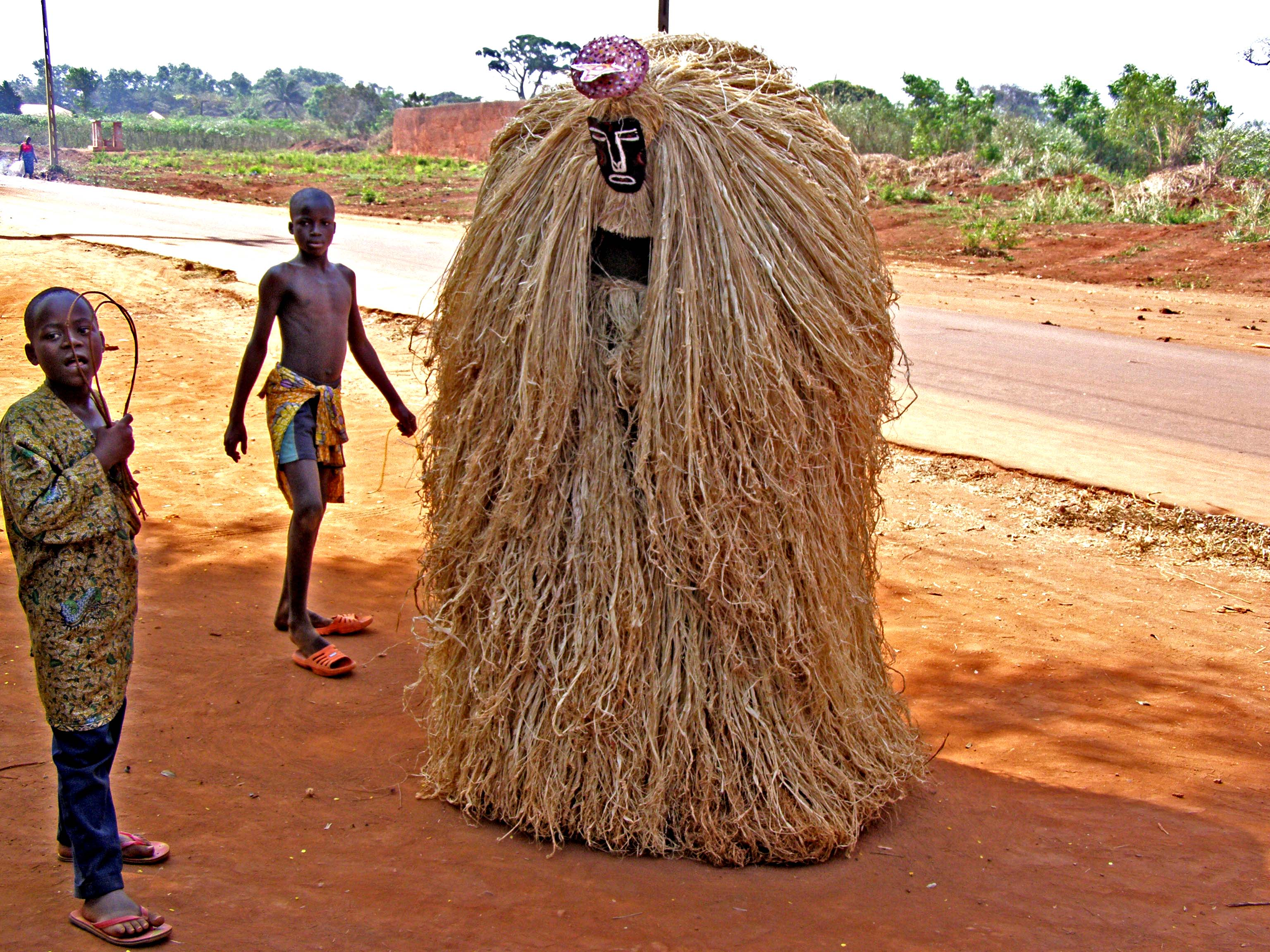
贊比托，夜之守護者

（Vodun vodṹ），又译巫毒教，流行于貝南、多哥中南部，也是加纳、尼日利亚丰族人的信仰。

## 簡介
巫毒在豐語中是靈魂、神靈的意思。該教在贝宁等非洲国家信眾甚多。巫毒虽为宗教，但没有教义和教典，也没有被取得认可的教团宗教法人，仅为民间信仰。在举行仪式时，打着鼓载歌载舞，以动物为祭品(有時以活人)，神将领会附体于人身上。主持巫毒的祭司被称为洪安（丰语：hùn gan）。
巫毒随着西方殖民者的奴隶贸易，由黑奴傳入美洲，衍伸出各种分支。其中以海地巫毒最为知名。

## 用語
- 羅瓦：人與真神之間的中介。以下為羅瓦舉隅：
  - 老大羅瓦（Rada loa）指歐洲殖民時，自西非的達荷美王國所傳來，神格化的精靈之統稱。（主要為豐族人所信仰）
    - 丹巴拉·維都（英语：Damballa）（Dambala We`do）拉達中的神格之長，蛇的化身。其象徵色為白色。
    - 艾依達·維都（英语：Ayida-Weddo）（Ayida We`do）丹巴拉之妻，彩虹的化身。
    - 艾吉莉·芙蕾妲（Erzulie Fre'da）代表愛的神格，同時也是巫毒教所信奉的性感象征。
    - 歐高溫（Ogoun）：火与铁的化身。
    - 阿圭（Agwé）：海的支配者。
    - 阿賽嘉（Azaka）：农业的神格。农民的保护者。
    - 洛科（Loco或做Loko）：药草的精灵。祭司和寺院的保护者。
    - 大寶兒（Gran boir）：森林的精灵。
    - 辛比（Simbi）：河流与泉水的精灵。
    - 力高爸：特别地位的神格。门与街道、命运的支配者。捣蛋鬼。居住在十字路口。仪式开始时被率先召喚的神格之一。